# Sacy-le-Petit

Sacy-le-Petit este o comună în departamentul Oise, Franța. În 1 ianuarie 2022 avea o populație de 633 de locuitori.